# إبراهيم يحيى الشهابي
إبراهيم يحيى الشهابي (مواليد 1933 بـلوبية في فلسطين)، هو كاتب فلسطيني تلقى تعليمه في فلسطين ثم في سوريا. حصل على ليسانس في الآداب قسم اللغة الإنجليزية وآدابها من جامعة دمشق عام 1959، وعلى ليسانس في الترجمة، وعلى دكتوراه في العلاقات الدولية السياسية من كاليفورنيا بالولايات المتحدة الأمريكية عام 1984 . عمل محاضرًا في جامعة دمشق منذ عام 1983، ومدير عام للمجلس الوطني الفلسطيني منذ عام 1983. عضو جمعية الترجمة باتحاد الكتاب العرب. نشر عددا من القصص القصيرة، والمقالات، والدراسات المتنوعة في مجلات سورية وعربية مختلفة.

## من مؤلفاته

### الرواية
- رواية: على الدرب”، 1973.
- رواية: الصبي وديك البان”، 1984.

### كتب أخرى
- “كتاب لوبيا” (كتاب حول قرية لوبية وجهادها ضد العدو الصهيوني، دمشق، 1954.)
- “الشخصية العربية” (دراسة)، 1981
- “جزيرة العمالقة” (مجموعة قصصية)، 1984
- “العلم الآن”، 1985
- “نقاط على حروف في الصراع العربي الصهيوني” (دراسة)، 1986
- “القرآن حرر الإنسان” (دراسة)، 1990
- “مفهوم الحرب والسلام في الإسلام”، 1990
- “من التشرد إلى الدولة” (دراسة)، 1991
- ”الإسلام دين الوحدة”، 1991
- “كيف نودع القرن العشرين”، 1995
- “إستراتيجية القرآن في مواجهة اليهودية العالمية”، 1997
- طبرية (تراث وذكريات)
- القرآن حرر الإنسان (2004).
- استعادة الهوية الحضارية العربية (2018)

### ترجمة
ترجم العديد من الكتب منها:
- كتاب: الصحوة - النفوذ اليهودي في الولايات المتحدة الأمريكية (كتاب)
- كتاب: اللوبي الإسرائيلي والسياسة الخارجية الامريكية
- كتاب: ضد الحرب في العراق
- كتاب: القوة والإرهاب جذورهما في عمق الثقافة الامريكية
- كتاب: هيمنة الإعلام . الإنجازات المذهلة للدعاية
- كتاب: دعونا نتكلم - مفكرات أمريكيات يفتحن نوافذ الإيمان على عالم متغير
- كتاب: ضياع ديني .. صرخة المسلمين في أمريكا
- كتاب: مستقبل الإسلام في الغرب والشرق

- كتاب: اليهودي العالمي (ترجمة من الإنكليزية لصالح مكتب دراسات فتح، تأليف فورد الول 1983).
- كتاب: الشعر والحياة العامة (ترجمة من الإنجليزية لصالح وزارة الثقافة السورية، تأليف م.ل. ردزنئال 1984).
- كتاب: ثوابت فيزياء المفاعلات (ترجمة من الإنكليزية (3) أجزاء تأليف جامعة كاليفورنيا، 1984).
- كتاب: (القرآن واليهود/ ترجمة من العربية إلى الإنكليزية، تأليف المؤرخ محمد عزة دروزة، رسالة جامعية ليسانس 1959).
- كتاب: تفسير القرآن الكريم في (120) نشيداً (تأليف الدكتور أسعد علي، دمشق، 1991).
- كتاب: السياسات الزراعية في البلدان النامية ((فرانك إليس) دمشق، وزارة الثقافة، 1997).

## انظر طالع أيضا
- يحيى الشهابي (كاتب، من أهل الشام).